# Mühlhausen (Wiehl)
 Mühlhausen ist eine Ortschaft der Stadt Wiehl im Oberbergischen Kreis im Regierungsbezirk Köln in Nordrhein-Westfalen.

## Lage und Beschreibung
Der Ort liegt in Luftlinie rund 1,5 km nördlich vom Stadtzentrum von Wiehl entfernt. Mühlhausen liegt südlich der Bundesautobahn 4.

## Geschichte
Ältere urkundliche Nennungen des Orts sind nicht überliefert. Die Namensableitung von einer Mühle ist naheliegend.
Von besonderer Bedeutung für die Streusiedlung Mühlhausen wurden die nahen Bleierzgruben  „Christiania“ und „Bliebach“, die im Jahr 1911 geschlossen wurden.
Die aus dem Wasser des Alpebachs gespeiste Erzwäsche als Aufbereitungsanlage für das geförderte Erzgestein war über Drahtseilbahnen mit den Gruben verbunden. In damaliger Zeit war die Erzwäsche eine Werksanlage von beeindruckenden Ausmaßen, deren hohe Bau- und Betriebskosten wegen überdimensionierter Planung die Schließung der Gruben aus Rentabilitätsgründen beschleunigt haben.
Reste der Erzwäsche dienten im Zweiten Weltkrieg zur Auslagerung eines Betriebes aus dem bombenbedrohten Kölner Raum. Befreite Zwangsarbeiter aus Osteuropa verübten unmittelbar nach Kriegsende brutale Racheakte an der Familie des Betriebsleiters sowie unbeteiligten Frauen aus der Umgebung.
Bis zur Schließung der „Zwergschulen“ besaß Mühlhausen eine zweiklassige Volksschule für die Schüler aus den umliegenden Orten.

## Sehenswürdigkeiten
- Naturschutzgebiet Steinbruch „Wilhelmsberg“